# Psaume 10 (9 B)
Pour les articles homonymes, voir Psaume 9 (9 A) et Psaume 11 (10).

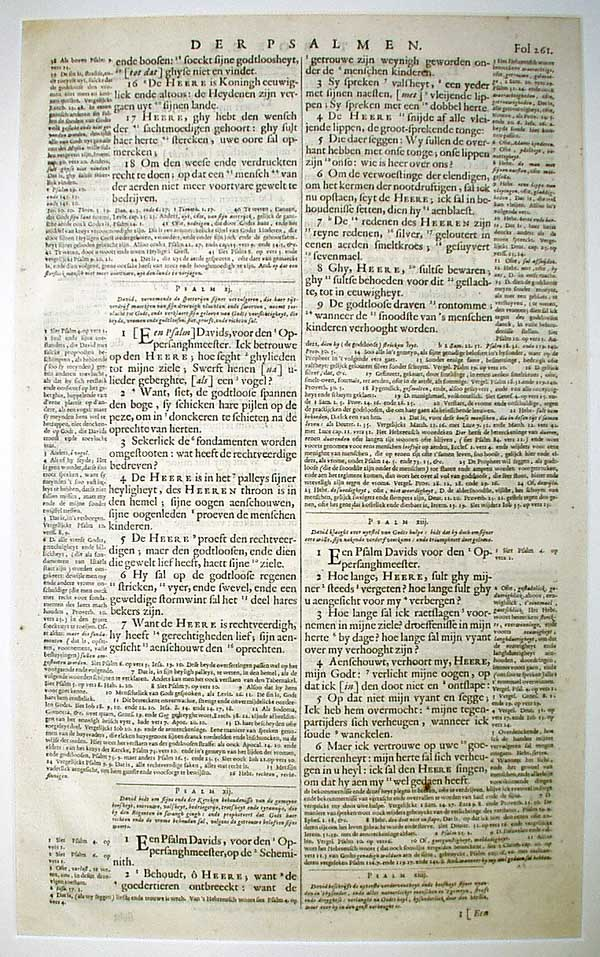
Psaumes 10,11,12,13 et 14 dans la bible d'Elzevir

Le psaume 10 (9 B selon la numérotation grecque) est attribué à David.

## Texte
N.B. Les trois textes coïncident, mais la version française comporte en réalité 17 versets. Le premier verset a été coupé en deux, de sorte que les traductions se correspondent entre les trois langues.
| verset | original hébreu                                                            | traduction française de Louis Segond | Vulgate latine |
| ------ | -------------------------------------------------------------------------- | --- | --- |
| 1      | לָמָה יְהוָה, תַּעֲמֹד בְּרָחוֹק; תַּעְלִים, לְעִתּוֹת בַּצָּרָה                                    | Pourquoi, ô Éternel ! te tiens-tu éloigné ? Pourquoi te caches-tu au temps de la détresse ?                                                                                          | Ut quid Domine recessisti longe dispicis in oportunitatibus in tribulatione                                                                         |
| 2      | בְּגַאֲוַת רָשָׁע, יִדְלַק עָנִי; יִתָּפְשׂוּ, בִּמְזִמּוֹת זוּ חָשָׁבוּ                                 | Ils sont victimes des trames qu’il a conçues. | Dum superbit impius incenditur pauper conprehenduntur in consiliis quibus cogitant                                                                  |
| 3      | כִּי-הִלֵּל רָשָׁע, עַל-תַּאֲוַת נַפְשׁוֹ; וּבֹצֵעַ בֵּרֵךְ, נִאֵץ יְהוָה                               | Car le méchant se glorifie de sa convoitise, et le ravisseur outrage, méprise l’Éternel.                                                                                             | Quoniam laudatur peccator in desideriis animae suae et iniquus benedicitur                                                                          |
| 4      | רָשָׁע--כְּגֹבַהּ אַפּוֹ, בַּל-יִדְרֹשׁ; אֵין אֱלֹהִים, כָּל-מְזִמּוֹתָיו                              | Le méchant dit avec arrogance : Il ne punit pas ! Il n’y a point de Dieu ! Voilà toutes ses pensées.                                                                                 | Exacerbavit Dominum peccator secundum multitudinem irae suae non quaeret                                                                            |
| 5      | יָחִילוּ דְרָכָו, בְּכָל-עֵת--מָרוֹם מִשְׁפָּטֶיךָ, מִנֶּגְדּוֹ; כָּל-צוֹרְרָיו, יָפִיחַ בָּהֶם                | Ses voies réussissent en tout temps ; tes jugements sont trop élevés pour l’atteindre, il souffle contre tous ses adversaires.                                                       | Non est Deus in conspectu eius inquinatae sunt viae illius in omni tempore auferuntur iudicia tua a facie eius omnium inimicorum suorum dominabitur |
| 6      | אָמַר בְּלִבּוֹ, בַּל-אֶמּוֹט; לְדֹר וָדֹר, אֲשֶׁר לֹא-בְרָע                                     | Il dit en son cœur : Je ne chancelle pas, je suis pour toujours à l’abri du malheur !                                                                                                | Dixit enim in corde suo non movebor a generatione in generationem sine malo                                                                         |
| 7      | אָלָה, פִּיהוּ מָלֵא--וּמִרְמוֹת וָתֹךְ; תַּחַת לְשׁוֹנוֹ, עָמָל וָאָוֶן                             | Sa bouche est pleine de malédictions, de tromperies et de fraudes ; il y a sous sa langue de la malice et de l’iniquité.                                                             | Cuius maledictione os plenum est et amaritudine et dolo sub lingua eius labor et dolor                                                              |
| 8      | יֵשֵׁב, בְּמַאְרַב חֲצֵרִים--בַּמִּסְתָּרִים, יַהֲרֹג נָקִי; עֵינָיו, לְחֵלְכָה יִצְפֹּנוּ                    | Il se tient en embuscade près des villages, il assassine l’innocent dans des lieux écartés ; ses yeux épient le malheureux.                                                          | Sedet in insidiis cum divitibus in occultis ut interficiat innocentem                                                                               |
| 9      | יֶאֱרֹב בַּמִּסְתָּר, כְּאַרְיֵה בְסֻכֹּה-- יֶאֱרֹב, לַחֲטוֹף עָנִי;יַחְטֹף עָנִי, בְּמָשְׁכוֹ בְרִשְׁתּוֹ             | Il est aux aguets dans sa retraite, comme le lion dans sa tanière, il est aux aguets pour surprendre le malheureux ; il le surprend et l’attire dans son filet.                      | Oculi eius in pauperem respiciunt insidiatur in abscondito quasi leo in spelunca sua insidiatur ut rapiat pauperem rapere pauperem dum adtrahit eum |
| 10     | (ודכה (יִדְכֶּה) יָשֹׁחַ; וְנָפַל בַּעֲצוּמָיו, חלכאים (חֵל כָּאִים                            | Il se courbe, il se baisse, et les misérables tombent dans ses griffes. | In laqueo suo humiliabit eum inclinabit se et cadet cum dominatus fuerit pauperum                                                                   |
| 11     | אָמַר בְּלִבּוֹ, שָׁכַח אֵל; הִסְתִּיר פָּנָיו, בַּל-רָאָה לָנֶצַח                                  | Il dit en son cœur : Dieu oublie ! Il cache sa face, il ne regarde jamais ! | Dixit enim in corde suo oblitus est Deus avertit faciem suam ne videat in finem                                                                     |
| 12     | (קוּמָה יְהוָה--אֵל, נְשָׂא יָדֶךָ; אַל-תִּשְׁכַּח עניים (עֲנָוִים                              | Lève-toi, Éternel ! ô Dieu, lève ta main ! N’oublie pas les malheureux ! | Exsurge Domine Deus exaltetur manus tua ne obliviscaris pauperum                                                                                    |
| 13     | עַל-מֶה, נִאֵץ רָשָׁע אֱלֹהִים; אָמַר בְּלִבּוֹ, לֹא תִדְרֹשׁ                                    | Pourquoi le méchant méprise-t-il Dieu ? Pourquoi dit-il en son cœur : Tu ne punis pas ?                                                                                              | Propter quid inritavit impius Deum dixit enim in corde suo non requiret                                                                             |
| 14     | רָאִתָה, כִּי-אַתָּה עָמָל וָכַעַס תַּבִּיט-- לָתֵת בְּיָדֶךָ:עָלֶיךָ, יַעֲזֹב חֵלֵכָה; יָתוֹם, אַתָּה הָיִיתָ עוֹזֵר | Tu regardes cependant, car tu vois la peine et la souffrance, pour prendre en main leur cause ; c’est à toi que s’abandonne le malheureux, c’est toi qui viens en aide à l’orphelin. | Vides quoniam tu laborem et dolorem consideras ut tradas eos in manus tuas tibi derelictus est pauper orfano tu eras adiutor                        |
| 15     | שְׁבֹר, זְרוֹעַ רָשָׁע; וָרָע, תִּדְרוֹשׁ-רִשְׁעוֹ בַל-תִּמְצָא                                     | Brise le bras du méchant, punis ses iniquités, et qu’il disparaisse à tes yeux ! | Contere brachium peccatoris et maligni quaeretur peccatum illius et non invenietur                                                                  |
| 16     | יְהוָה מֶלֶךְ, עוֹלָם וָעֶד; אָבְדוּ גוֹיִם, מֵאַרְצוֹ                                       | L’Éternel est roi à toujours et à perpétuité ; les nations sont exterminées de son pays.                                                                                             | Dominus regnabit in aeternum et in saeculum saeculi; peribitis gentes de terra illius                                                               |
| 17     | תַּאֲוַת עֲנָוִים שָׁמַעְתָּ יְהוָה; תָּכִין לִבָּם, תַּקְשִׁיב אָזְנֶךָ                                 | Tu entends les vœux de ceux qui souffrent, ô Éternel ! Tu affermis leur cœur ; tu prêtes l’oreille                                                                                   | Desiderium pauperum exaudivit Dominus praeparationem cordis eorum audivit auris tua                                                                 |
| 18     | לִשְׁפֹּט יָתוֹם, וָדָךְ: בַּל-יוֹסִיף עוֹד--לַעֲרֹץ אֱנוֹשׁ, מִן-הָאָרֶץ                           | Pour rendre justice à l’orphelin et à l’opprimé, afin que l’homme tiré de la terre cesse d’inspirer l’effroi.                                                                        | Iudicare pupillo et humili ut non adponat ultra magnificare se homo super terram                                                                    |

## Usages liturgiques

### Dans le judaïsme
Le verset 16 est inclus dans "Yehi Chevod" dans la prière du matin (Sha'harit).

### Dans le christianisme

#### Chez les catholiques
Vers 530, saint Benoît de Nursie sélectionna le psaume 9 pour ses offices de prime, dans la règle de saint Benoît. Comme, à cette époque-là, il n'existait qu'un seul psaume 9 à la place des psaumes 9A et 9B, il devisa celui-ci en deux. Pour l'office du mercredi, les derniers versets du psaume 9A actuel, Exsurge, Domine, non confortetur homo : judicentur Gentes in conspectu tuo. Constitue, Domine, legislatorem super eos : ut sciant Gentes, quoniam homines sunt. et le psaume 10 (9B) actuel étaient exécutés alors que la plupart du psaume 9A était réservée au mardi.
Dans la liturgie des Heures, le psaume 10 est actuellement chanté ou récité à l’office des lectures le mardi de la première semaine.